# Jacob Scipio
Jacob Scipio (Londen, 10 januari 1993) is een Guyanese-Engelse acteur en schrijver, die vooral bekend staat om zijn rol als Armando in de film Bad Boys for Life.

## Carrière
Scipio ging naar de "St. Michael's Church of England" basisschool in Highgate en vervolgde daarna zijn studie aan de Fortismere School in Muswell Hill, waarna hij zijn opleiding aan de University of Essex voltooide, waar hij werd bekroond met een Bachelor of Arts voor film en literatuur. Scipio's acteercarrière begon toen hij op 9-jarige leeftijd zijn eerste rol speelde in een aflevering van de Screen One- serie getiteld Bambino Mio, waarin hij de geadopteerde zoon van Julie Walters speelde. Tijdens zijn studies bleef hij acteren, met een aantal hoofdrollen in televisie, film en theater, waaronder de Channel 4- aanpassing van Zadie Smith 's White Teeth, waar hij op 10-jarige leeftijd de rol speelde van tweelingbroers 'Millat' en 'Magid'. Hij bleef optreden en verscheen in Rodgers en Hammerstein 's The King and I als 'Prince Chulalongkorn' tegenover Elaine Paige in het London Palladium.
Scipio's acteercarrière startte op televisie met hoofdrollen in Some Girls (BBC), As the Bell Rings (Disney) en White Teeth (Channel 4).
In 2008 speelde Jacob Scipio de rol van Bip in het tweede seizoen van As the Bell Rings. Zijn volgende rol was die van Kerwhizzitor in de populaire CBeebies-show Kerwhizz, waar hij de show organiseerde en vervolgens commentaar gaf op de race.
Scipio speelde vervolgens een hoofdrol in de productie van Life In My Shoes, een hiv-bewustmakingscampagne die werd vertoond op het filmfestival van Cannes in 2012 in de Short Film Corner. In 2013 speelde hij de rol van 'Tyler Blaine' in de tweede serie uit de bekende BBC Three comedy Some Girls. Andere rollen die hij speelde zijn 'Lewis' in CBBC's "Dixi", en 'Thomas Hillmorton', een Shakespear achtige geest in "Dani's Castle" die te zien was vanaf 1 september 2015 en bekend is gemaakt in 2014
In 2016 is Jacob mede-oprichter van CPO Productions. In die tijd schreef en speelde hij in "The Writers Group" (2018) en "Cowboys & Angels" (2016), korte films die in première gingen op de Cannes Court Métrage en in Londen bij het British Film Institute.

## Voice-over werk
Jacob heeft de stem ingesproken van het karakter Leo in de Britse versie van de Mattel's 2015 serie Bob the Builder. Hij heeft ook de stemmen ingesproken van reclames van onder andere: Coca-Cola, 7UP, Snickers, Mars, Toyota en is ook de stem van SYFY channel.